# Attentat de Kangaba
L'attentat de Kangaba est une attaque terroriste islamiste menée contre le campement de Kangaba, près de Bamako, le 18 juin 2017  lors de la guerre du Mali.

## Déroulement
L'attaque vise le campement de Kangaba, un éco-hébergement fondé par un Français situé à Yirimadio, en périphérie de Bamako, très prisé des expatriés,. En janvier 2017 son propriétaire, Hervé Depardieu, avait protesté contre les consignes de sécurité du ministère français des affaires étrangères dans une tribune publiée par Le Monde Afrique,.
Selon des témoins, les djihadistes pénètrent dans l'établissement pendant l'après-midi divisés en deux groupes. Selon le témoignage d'un employé : « Les premiers assaillants sont arrivés très bien armés à la porte principale. Ils ont tiré en l'air alors avant de grimper vers les piscines » et pour Sory Ibrahim, un journaliste présent sur les lieux au moment de l'attaque : « Ils cherchaient en réalité des Blancs ». 
L'autre groupe s'approche par haut de l'établissement. Selon un expatrié : « Certains d’entre eux ont pu facilement pénétrer sur les lieux par le sommet d’une colline où se trouvent les piscines en cascade et qui n’est pas clôturé ». Ils ouvrent alors le feu sur les clients, mais des militaires en permission se trouvent parmi ces derniers : l'un d'entre-eux — un officier espagnol de l'EUTM Mali (Commandant Miguel Ángel Franco)—  empoigne son arme de poing et parvient à repousser les assaillants, et même à blesser l'un d'eux, ce qui offre un répit à d'autres clients qui peuvent ainsi s'enfuir ou se cacher,,. Le commandant Miguel Angel Franco Fernandez a reçu la Médaille du service de la politique de sécurité et de défense commune de l'Union européenne pour ses efforts dans la défense des civils à l'hôtel
La Forsat — la force spéciale antiterroriste malienne — arrive sur place à 16h30, soit une demi-heure après le début de l'attaque. Des troupes de l'armée malienne, la MINUSMA et des forces spéciales françaises sont également présentes,. Cependant la Forsat lance l'assaut seule. Les clients sont exfiltrés : selon le ministre malien de la Sécurité, Salif Traoré, 36 clients ou travailleurs du campement sont évacués, parmi lesquels une quinzaine de Français et onze Maliens,,. Selon Le Monde : « La configuration des lieux, parfaite pour la détente dominicale, a toutefois rendu extrêmement difficile la progression des forces de l’ordre ; la zone est vaste et verdoyante et le Campement ressemble à un petit village dont les maisons sont éparpillées dans les collines. On y trouve une multitude de lieux de détente, trois piscines ». Les terroristes sont traqués dans l'obscurité pendant plusieurs heures. À 23h30, tous les assaillants ont été abattus.

## Revendication
L'attaque est revendiquée le 19 juin par le Groupe de soutien à l'islam et aux musulmans dans un communiqué publié sur les réseaux sociaux et repris par les agences privées mauritaniennes Agence Nouakchott Information (ANI) et Al-Akhbar.

## Bilan
Le 19 juin, le ministre malien de la Sécurité, le général Salif Traoré, annonce que neuf personnes sont mortes au cours de l'attaque : quatre civils de nationalité gabonaise, chinoise, portugaise et malienne, un militaire malien et quatre djihadistes,. Huit soldats maliens sont également blessés. Le lendemain cependant, le procureur du pôle judiciaire spécialisé, Boubacar Sidiki Samaké, affirme que la victime portugaise était un militaire de l'EUTM Mali et non un civil. Il précise aussi qu'une Malienne et un Chinois ont été tués par balles et qu'un Franco-Gabonais est décédé des suites d'une crise cardiaque. Trois suspects ont également été arrêtés près du campement.
Dans son communiqué de revendication, le Groupe de soutien à l'islam et aux musulmans indique cependant que les assaillants n'étaient que trois : il précise qu'ils sont morts au cours de l'attaque et qu'ils appartenaient à l'ethnie peule.
Federica Mogherini, Haute représentante de l'Union européenne, indique également que le ressortissant portugais travaillait pour la Mission de formation de l'Union européenne au Mali (EUTM Mali) et qu'une femme malienne était employée par la délégation européenne à Bamako.